# Sven-Olof Jonsson
Sven Olof "Sven-Olof" Jonsson (Östersund, Jämtland, 23 de gener de 1893 – Danderyd, Estocolm, 2 de gener de 1945) va ser un gimnasta artístic suec que va competir a començaments del segle xx.
El 1920 va prendre part en els Jocs Olímpics d'Anvers, on va guanyar la medalla d'or en el concurs per equips, sistema suec del programa de gimnàstica.